# 다카시마다

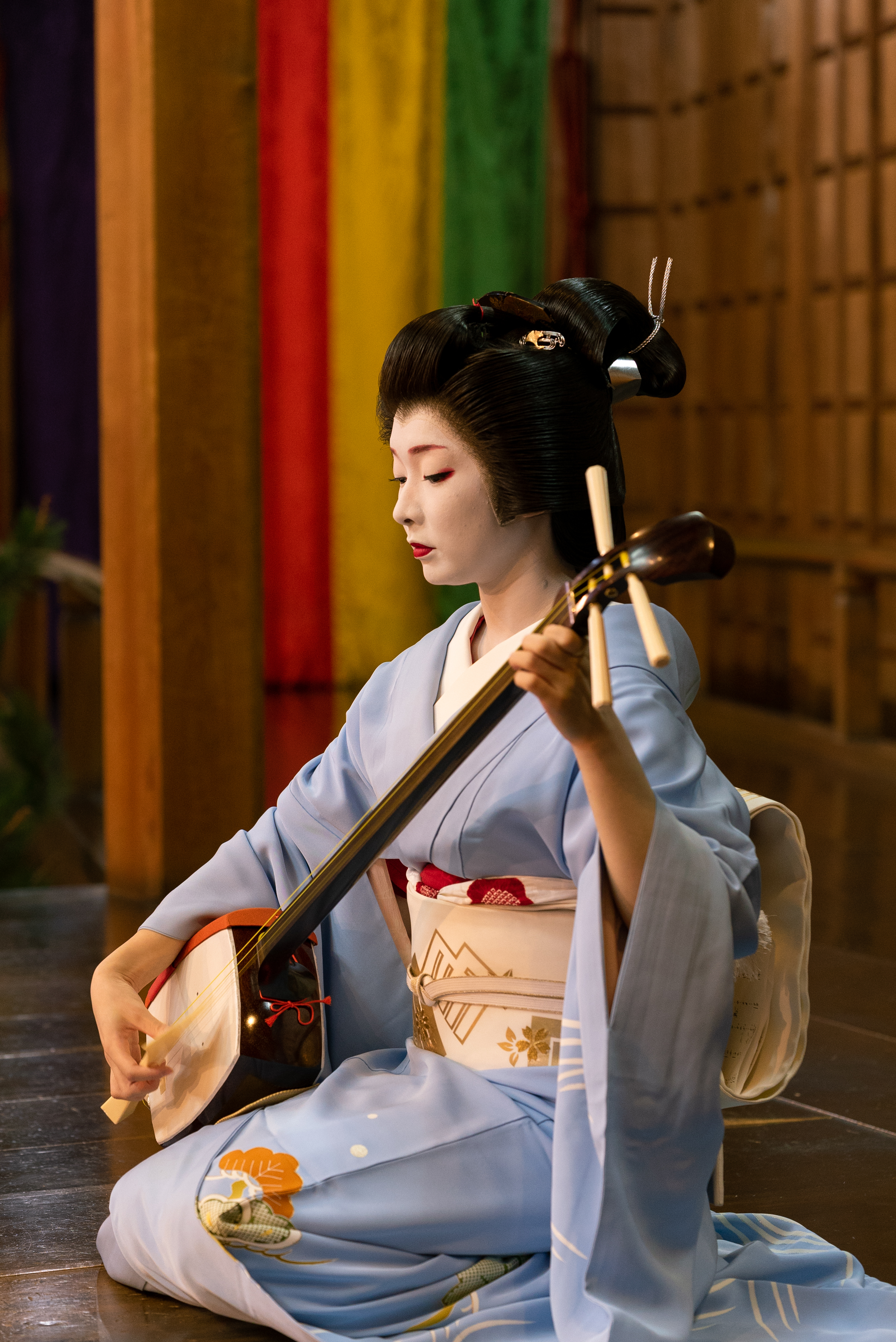
다카시마다

다카시마다(일본어: 高島田)은 일본의 머리 모양 중 하나로, 우아하고 화려한 여자의 머리 모양이다.